# Dialogus creaturarum

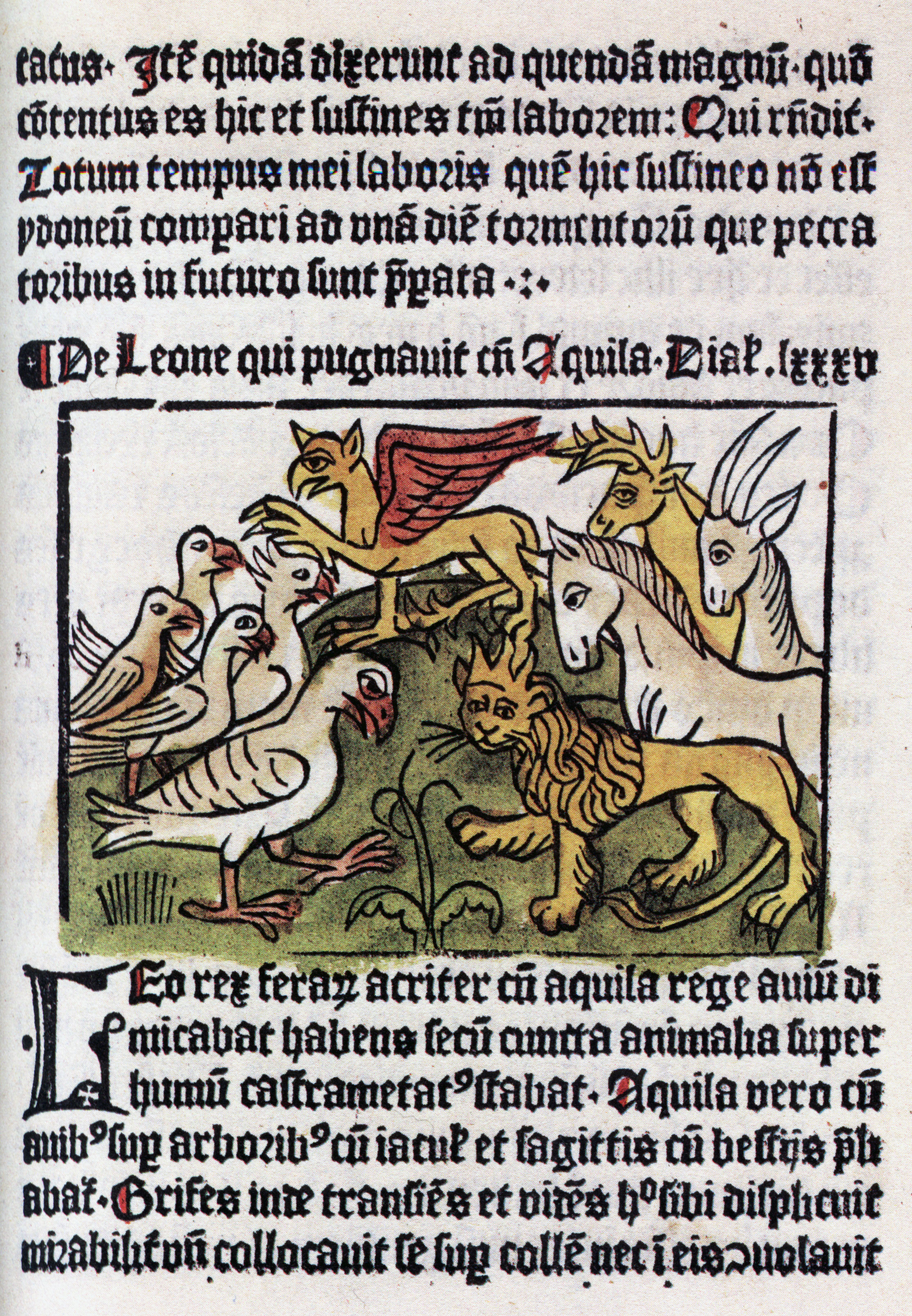
Seite aus dem Dialogus creaturarum optime moralizatus, gedruckt von Johann Snell in Stockholm 1483

Dialogus creaturarum optime moralizatus, heute in der Literatur meist als Dialogus creaturarum (übers. aus dem Lateinischen: Gespräch der Geschöpfe) geführt, ist der Titel einer in der Inkunabelzeit gedruckten Sammlung von 122 Fabeln in lateinischer Sprache, die aus verschiedenen antiken Quellen stammen und in Form von Dialogen dargestellt sind.

## Die Sammlung und ihre Verbreitung
Jede der Fabeln des Dialogus creaturarum wird in der Tradition der Bestiarien mit knappen Hinweisen zu dem jeweiligen Wesen und der Etymologie seines Namens eröffnet, dann und wird im Zwiegespräch der anthropomorphen Kreaturen, angefangen bei Sonne, Mond und Sternen, über die Elemente hin zu Pflanzen und Tieren, ein Geschehen entfaltet und dieses mit einer moralischen oder anagogischen, also eschatologischen Auslegung versehen. In diesen Auslegungen werden, gemäß der Lehre vom vierfachen Schriftsinn, allgemein menschliche Fragen entsprechend der Bibel, den Kirchenvätern oder der klassischen Philosophie beantwortet. In den letzten zwei Fabeln kommen auch Menschen zu Wort. Der Verfasser der um 1400 entstanden Sammlung ist unbekannt; ausgehend von den Angaben in einigen Drucken wurden Maynus de Mayneriis (Mayno de’ Mayneri, ein Mailänder Arzt, † 1376) oder Nicolaus Pergamenus/Pergaminus (aus Bergamo) vermutet.
Die Sammlung wurde in lateinischer Sprache und versehen mit Holzschnitten von Gerard Leeu 1480 in Gouda gedruckt; eine niederländische Fassung gab Leeu 1481 heraus. Weitere Auflagen seines Dialogus druckte Leeu 1486 und 1491 in Antwerpen, wohin er 1484 seine Offizin verlegt hatte. Ebenfalls 1481 erschien eine Ausgabe in Köln. 1482 übersetzte Colard Mansion in Brügge das Werk ins Französische und ließ zwei Manuskripte anfertigen, von denen sich eines in der österreichischen Nationalbibliothek befindet (Cod. 2572). Mit dem 20. Dezember 1483 datierte Johann Snell in Stockholm seinen Druck der Sammlung; dieser ist mit kolorierten Holzschnittillustrationen versehen und war das erste gedruckte Buch in Schweden. Ein weiterer niederländischer Druck Een genoechlick Boeck gheheten dyalogus der creaturen erschien 1488 bei Christaen Snellaert in Delft. Zwischen 1500 und 1511 erschienen weitere Drucke in Genf, Paris und Lyon.
Der Lübecker Drucker Hans van Ghetelen verwendete in seinem Druck des Reynke de vos im Jahr 1498 einige Holzschnitte aus der Serie der Stockholmer Ausgabe, die sich als seitenverkehrte Kopien der Illustrationen erwiesen, die Gerard Leeu für seine Dialogus-Drucke verwendet hatte.

## Ausgaben
- Dialogus creaturarum. Konrad Winters, Köln 24. X. 1481 (Digitalisat).
- Dialogus creaturarum moralisatus. = Dialog der Kreaturen über moralisches Handeln. Lateinisch-Deutsch. Herausgegeben, übersetzt und kommentiert von Birgit Esser und Hans-Jürgen Blanke. Königshausen & Neumann, Würzburg 2008, ISBN 978-3-8260-3621-7.
- Dyalogus creaturarum moralizatus. 1483. = Skapelsens sedelärande samtal. 1483. Kommentarer: John Bernström; Översätting: Monica Hedlund. Michaelisgillet, Uppsala 1983, ISBN 91-7021-456-5 (Faksimile der mit Holzschnitten ausgestatteten Edition des Johann Snell, Stockholm 1483, mit schwedischem Kommentar und Übersetzung).